# 라파엘 섀퍼
라파엘 섀퍼 (Raphael Schäfer, 1979년 1월 30일, 켄제진-칸츨레 ~), 혹은 라팔 샤팔칙 (Rafal Szafarczyk) 은 폴란드 태생의 독일의 전 축구 선수이다.

## 클럽 경력

### 초기 경력
섀퍼는 힐데스하임 근교에 위치한 SC 드리즈펜슈테트에서 축구를 시작하였다. 12살 때, 그는 하노버 96에 스카웃되어, 하노버의 유소년 팀에 합류하였다. 그는 17살이 되었을 때 1군에 합류하였지만, 선발에 든 적은 없었다.
그에 따라, 그는 1998-99 시즌을 앞두고 레지오날리가의 VfB 뤼베크으로 이적하였다. 뤼벡에서 그는 짧은 시간 내에 주전 골키퍼 자리를 잡았으나, 그의 팀은 2. 분데스리가 승격에 3년 연속 실패하였다.

### 뉘른베르크

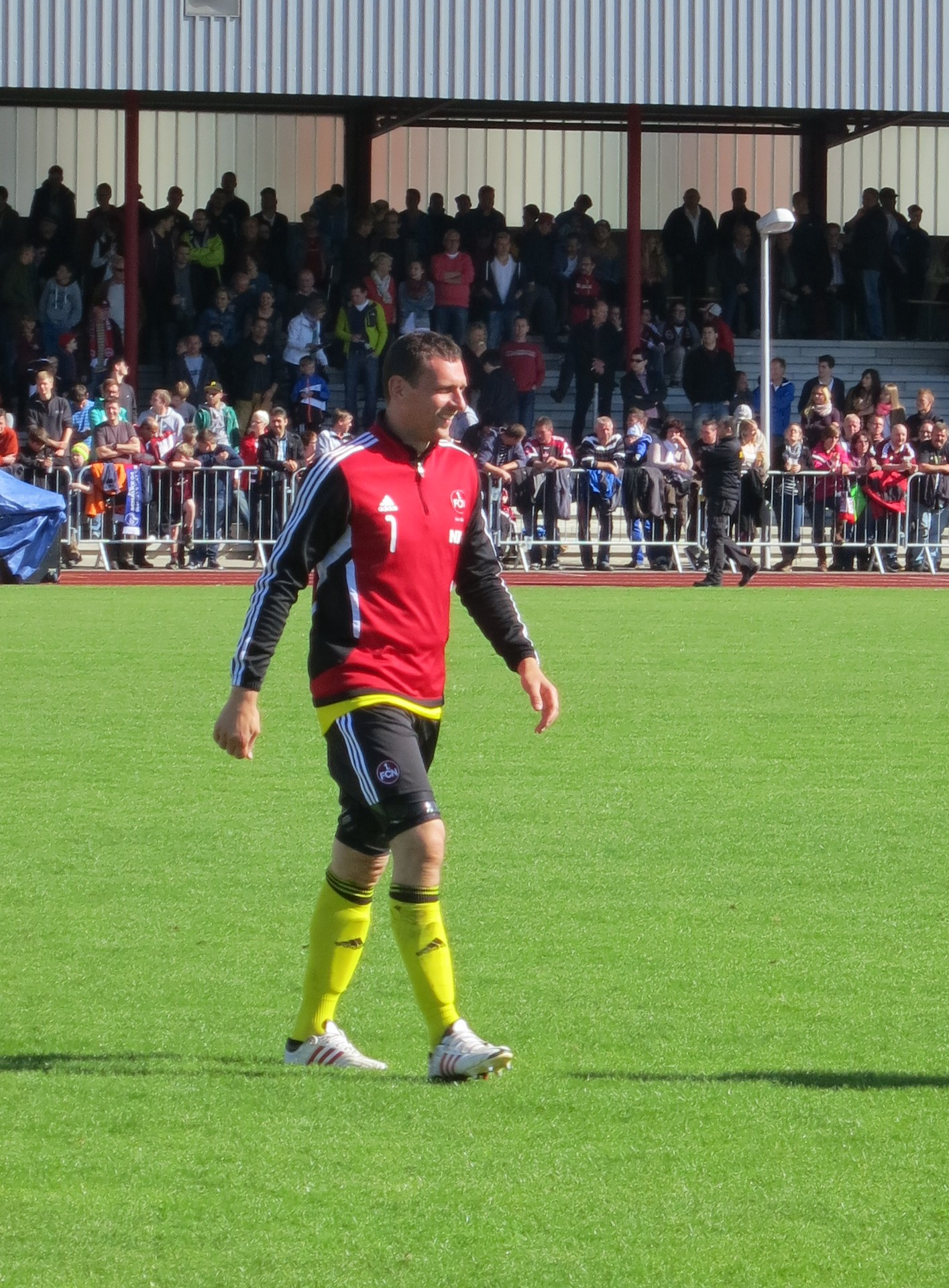
Raphael Schäfer

2001년 7월, 섀퍼는 뉘른베르크로 이적하였다. 당시 뉘른베르크는 갓 승격한 클럽으로, 그는 전 독일 U-21 국가대표 골키퍼 다리우스 캄파에 이어 두 번째 골키퍼로 활약하였다. 캄파 골키퍼가 여러 차례 실수를 범함에 따라, 클라우스 아우겐탈러 감독은 2002년 5월, 보루시아 묀헨글라트바흐전에서 처음으로 섀퍼에게 선발기회를 부여하였다. 섀퍼는 그러나 주전 골키퍼 캄파를 넘지 못하였고 그는 여전히 그에 뒤를 이어 후보로 머물렀다. 클럽이 이듬 해에 강등될 당시, 섀퍼는 뉘른베르크 경기를 3경기 치렀다.
2003-04 시즌이 시작됐을 때, 뉘른베르크에는 재정난이 덮쳤고, 캄파를 비롯한 선수를 재정 위기 극복을 위해 매각하려 했다. 볼프강 볼프 감독은 캄파가 클럽을 떠남에 따라 섀퍼에게 주전자리를 부여하였다. 캄파는 뉘른베르크에 잔류하였지만 섀퍼에게 밀렸다. 섀퍼는 뉘른베르크 팬들이 캄파를 지지함에도 불구하고, 시즌 내내 주전 자리를 지켰다.
캄파가 2004-05 시즌 이전, 보루시아 묀헨글라트바흐로 매각된 이후, 뉘른베르크는 1부 리그에 복귀해도, 섀퍼는 팬들의 신뢰를 얻는데 힘써야만 했다. 그는 이어지는 두 시즌간 기량 향상을 통하여 신뢰를 얻었고, 2006-07 시즌에는 팀의 주장 자리를 꿰찼다.

### VfB 슈투트가르트
2007년 7월, 그는 분데스리가의 경쟁클럽인 VfB 슈투트가르트로 이적하였고, 8월 10일, FC 샬케 04 전에서 데뷔전을 치렀다. 2008년 여름, 그는 팀의 1번 자리를 새로 들어온 옌스 레만에 의해 대체되었다.

### 뉘른베르크 복귀
2008년 여름, 그는 1. FC 뉘른베르크에 복귀하였다.

## 수상
1. FC 뉘른베르크
- DFB-포칼: 2006-07